# Juri s pušo
Juri s pušo je bil slovenski humoristično satirični časopis.
Juri s pušo je izhajal v Trstu v letih 1869 in 1870. Najprej kot mesečnik, nato kot štirinajstdnevnik. V nakladi okoli 3.500 izvodov ga je izdajal, zalagal in urejal, prav tako kot tudi Jadransko zarjo, Gašpar Henrik Martelanec.  Oba lista sta izhajala izmenično na štirinajst dni in sta z izmeničnim izhajanjem predstavljala tednik. Kasneje je v letih 1884-1886 Ivan Dolinar izdajal zabavni polmesečnik Jurij s pušo. 